# Kasongo
Kasongo – miasto w Demokratycznej Republice Konga, w prowincji Maniema.